# Gilbert Sorrentino
Gilbert Sorrentino (* 27. April 1929 in Brooklyn, New York City; † 18. Mai 2006 in New York City) war ein US-amerikanischer Schriftsteller.
Im Jahre 1956 gründete Sorrentino mit seinen Freunden vom Brooklyn College, inklusive seines Jugendfreunds Hubert Selby Jr., die Literaturzeitschrift Neon, die bis 1960 erschien. Danach war er einer der Herausgeber der Zeitschrift Kulchur. Nachdem er 1964 eng mit Selby an dem Manuskript von Last Exit to Brooklyn gearbeitet hatte, wurde er von 1965 bis 1970 Lektor bei dem Underground-Verlag Grove Press. Er betreute dabei The Autobiography of Malcolm X.
Sorrentino war von 1982 bis 1999 Professor für Englisch an der Stanford University. Unter seinen Studenten waren die Schriftsteller Jeffrey Eugenides und Nicole Krauss. Sein Sohn Christopher Sorrentino ist der Romanautor von Sound on Sound und Trance.
Sorrentinos erster Roman, The Sky Changes, wurde 1966 veröffentlicht. Wichtige weitere Romane waren Imaginative Qualities of Actual Things, Blue Pastoral und Mulligan Stew.
Sorrentino zählt zu den bekannten Autoren der literarischen Postmoderne. Seine auch ins Deutsche übertragenen Romane Mulligan Stew und Die scheinbare Ablenkung des Sternenlichts haben metafiktionalen Charakter.

## Bibliographie

### Prosa
- The Sky Changes. Hill & Wang, New York 1966.
- Steelwork. Pantheon, New York 1970 (dt.: Steelwork. Ein Brooklyn-Roman).
- Imaginative Qualities of Actual Things. Pantheon, New York 1971 (dt.: Nehmen wir an, daß es wirklich stimmt).
- Splendide-Hôtel. New Directions, New York 1973.
- Flawless Play Restored: The Masque of Fungo. Black Sparrow Press, Los Angeles 1974. (Drama)
- Mulligan Stew. Grove, New York 1979 (dt.: Mulligan Stew).
- Aberration of Starlight. Random House, New York 1980 (dt.: Die scheinbare Ablenkung des Sternenlichts).
- Crystal Vision. North Point Press, Berkeley, CA 1981.
- Blue Pastoral. North Point, Berkeley 1983.
- Odd Number. North Point, Berkeley 1985.
- Rose Theatre. Dalkey Archive Press, Elmwood Park, IL 1987.
- Misterioso. Dalkey Archive, Elmwood Park 1989.
- Under the Shadow. Dalkey Archive, Elmwood Park 1991.
- Red the Fiend. Fromm International Publ. Co., New York 1995.
- Gold Fools. Sun & Moon Press, Los Angeles 1999.
- Little Casino. Coffee House Press, 2002.
- The Moon in its Flight: Stories. Coffee House Press 2004. (Erzählungen)
- Lunar Follies. Coffee House Press 2005.
- A Strange Commonplace (2006).
- The Abyss of Human Illusion. Coffee House Press 2010.

### Dichtung
- The Darkness Surrounds Us. Jargon, Highlands, NC 1960.
- Black and White. Totem, New York 1964.
- The Perfect Fiction. Norton, New York 1968.
- Corrosive Sublimate. Black Sparrow, Los Angeles 1971.
- A Dozen Oranges. Black Sparrow, Santa Barbara, CA 1976.
- White Sail. Black Sparrow, Santa Barbara, 1977.
- Sulpiciae Elegidia: Elegiacs of Sulpicia. Perishable Press, Mount Horeb 1977.
- The Orangery. University of Texas Press, Austin 1978.
- Selected Poems 1958–1980. Black Sparrow, Santa Barbara, 1981.
- A Beehive Arranged on Humane Principles. Grenfell Press, New York 1986.